# Sophie Francis
Sophie Francis, artiestennaam van Sophie Bongers (Den Bosch, 2 december 1998), is een Nederlands live-dj en producent van muziektracks. Ze bouwde haar loopbaan op tijdens haar middelbareschooltijd. Ze treedt wereldwijd op.

## Biografie
Vanaf haar negende volgde ze pianoles en daarnaast experimenteerde ze met muzieksoftware. Toen ze naar de International School in Eindhoven ging, kreeg ze de opdracht een vaardigheid van zichzelf te ontwikkelen. Door te kiezen voor dj, zette ze de eerste stap naar haar latere muzikale succes. Ze kreeg hiervoor les aan de Dj School die deel uitmaakt van de muziekschool van Eindhoven. Na verschillende lessen ontwikkelde ze zichzelf verder, niet alleen als dj maar ook in het produceren van eigen tracks.
Haar grote voorbeeld in die jaren was het Eindhovense duo Showtek. Op haar zestiende ontdekte de muziekproducer John Dirne haar talent en liet hij haar in zijn studio werken. Aanvankelijk nam ze de artiestennaam Sophie's Choice aan, maar wijzigde die in 2015 vanwege de auteursrechten die op de gelijknamige film uit 1982 rusten. Ze koos voor 'Sophie Francis' waarbij ze geïnspireerd werd door St Francisbaai in Zuid-Afrika; hier woonde ze zes maanden per jaar met haar ouders tot ze op haar tiende definitief terugkeerden naar Nederland. Aan het eind van 2015 ging ze daar opnieuw naartoe om op oudejaarsdag op te treden voor circa 20.000 bezoekers tijdens het festival The Ruins New Years Eve.
In 2016 noemde NPO 3FM haar de grote belofte uit de dance-industrie. In de wandelgangen werd ze toen wel de vrouwelijke Martin Garrix genoemd. Ze trad dat jaar op meerdere gelegenheden op, waaronder meerdere keren tijdens het Amsterdam Dance Event. Haar vierde hit Annihilate werd op SoundCloud 1,9 miljoen keer aangeklikt.
Aan het begin van 2017 tekende ze bij het grote dancelabel Spinnin' Records. In dit jaar werd ze inmiddels geboekt voor tientallen optredens, waaronder op het Ultra Music Festival in Miami, twee dagen op Tomorrowland in België en op Majorca met dj Martin Garrix met wie ze al zo vaak vergeleken werd. Ook sindsdien treedt ze wereldwijd op, op variërend van de Zwarte Cross in Nederland tot en met podia in Rangoon, Bangkok en Shanghai.
Medio 2018 slaagde ze voor haar vwo-diploma. Naast haar optredens maakt ze tijd vrij voor interviews, zoals in het programma van Giel Beelen, en pakt ze sociale bezigheden op, zoals benefietconcerten voor een Limburgse school en het Rode Kruis en deelname aan een bewustzijnscampagne van dance4life.

## Hitnoteringen
Naast hits in de dancescene, behaalde zij de volgende noteringen in de mainstream hitlijsten:
- 2016: Walls, Tipparade (Nederland) en Tip Ultratop (Vlaanderen)
- 2018: Get over it, feat. Laurell, Tip Ultratop (Vlaanderen)
- 2018: Stay up, nummer 57 (Zweden)